# Ivan Grljušić
Ivan Grljušić (Poljica Kozička, 6. srpnja 1953.) hrvatski je pjesnik, pripovjedač, esejist, romanopisac, književni i kazališni kritičar, dramski pisac, antologičar i nakladnik. Rodio se 6. srpnja 1953.u Poljicima.  Diplomirao je hrvatski jezik i južnoslavenske književnosti. Bio je urednik u časopisima i nakladničkim kućama, kao i kolumnist i kazališni kritičar u novinama i časopisima. Djeluje kao profesionalni pisac (samostalni umjetnik). Priređivao je za tisak i knjige drugih autora. Dizajnirao knjige, izlagao samostalno i skupno slike, skulpture, grafike i fotografije.

## Objavljene knjige
Pjesničke:
- Knjiga, pjesme (zajednička zbirka), 1975;
- Bez naslova, pjesme, 1976;
- Tjedan, poema, 1977;
- Ne sagradi grada, poema, 1984;
- Kaktusov cvijet, haiku, 1990;
- Smiješi se svijet bivajući mekšim, haiku, 1994;
- Krhotine pjesme, pjesme, 1995;
- Domovina, poema, 1997;
- Prsten planina, haiku, 1998;
- Molitva, pjesme, 1999;
- Pod krošnjom stabla, pjesme, 2000;
- Pjesme(1968. – 2000.), pjesme, 2001;
- Tri poeme, poeme, 2001;
- Zeleno buja svibanj, haiku; 2001;
- More sjaja, izabrane pjesme i poeme, 2o12;
- Ma svjetlost se neće utrnuti, pjesme, 2019;

Knjige za djecu:
- Plavo više nije plavo, stihovi za djecu, s ilustracijama, 2019;
- Plava krava, stihovi za djecu, 2021.

Romani, pripovijetke ...
- Put u mir, roman, 1997;
- Tri sunca, pripovijetke, 2001.; II. prošireno izdanje, 2004;
- Zdravica Romanovima - O posljednjim danima, smrti i okultnoj pozadini smaknuća ruske carske obitelji, 2005;
- Pakleni turisti, roman, 2005;
- Voltaireova smrt, pripovijetke, 2006;
- Komunističke priče, pripovijetke, 2013;
- Amerika, Amerika, roman, 2013;
- Dva, roman, 2017;
- Zaspati ne mogu, roman, 2018.

Rasprave, eseji, osvrti i sl:
- Ulomci o Don Quijoteu i quijotizmu, eseji, 1995;
- Veliki žrvanj, ili Na tragu tragedije, (studije i ogledi o grčkoj tragediji), 2001;
- Afroditin osmijeh, eseji, 2003;
- Ironija i svetost, studije, eseji i kritika, 2007;
- Sotonsko nastojanje da se naškodi Zemlji, jedinome čovjekovu prebivalištu, rasprava, 2013;
- Hrvatsko pjesništvo, studije i eseji, 2014;
- Demonsko-magijski elementi u djelu Tina Ujevića, rasprava, 2015;
- Dvije Lutherove kontroverzije, studija, 2021.
- Mračna renesansa, studija, 2021.

Izvan niza:
- Mnogovrstno, raznorodno, različite književne vrste, 2019.

Drame:
- Drame, drame, 2008.  - knjiga, u kojoj se nalaze sljedeći dramski tekstovi objavljivani po časopisima od 1975. pa nadalje:
- Od kada nije pala kiša;
- Dosadno popodne na dvoru jednoga cara;
- Razgovor, radio-drama;
- Zlatna grana;
- Romanovi - smaknuće, zdravica, prah)

Humoreske:
- Porez na brkove, humoreske, 2010.

Antologije:
- Ruža, ruže, ruži - Ruža u hrvatskome pjesništvu od početaka do danas, 2005;
- Antologija 111 hrvatskoga pjesništva - od XIII.-XXI. stoljeća, 2006;
- Svit se konča - Antologija hrvatskoga pjesništva od početaka do danas, 2007;

Monografije (likovne i foto):
- Šaropis, likovna monografija, 2008;
- Lišajevi, foto-monografija, 2009;   (prva te vrsti u svijetu)
- Svjetlopis, grafike, 2010;
- Tipografike, grafike rađene tipkovnicom, 2018.

Knjige drugih autora:
- A. B. Šimić: Preobraženja /Izbor, pogovor i bilješke I.G./, 1999;

- Tin Ujević: Svetkovine, /Izbor, predgovor, pogovor, komentari i bilješke I.G./, 2005;
- A. B. Šimić: Plavi san /Izbor, predgovor, komentari i bilješke I. G./, 2006.